# 解釈可能性論理
解釈可能性論理 (英: Interpretability logics) は、様相論理の一系統を構成しており、解釈可能性 (en) や弱い解釈可能性 (en)、Π1-conservativity、cointerpretability、tolerance、cotolerance、および計算複雑さ (arithmetic complexity) のような様々な関連する数学的性質と関係を記述するために証明可能性論理を拡張したものである。 
この分野への主要な貢献者は、Alessandro Berarducci, Petr Hájek, Konstantin Ignatiev, Giorgi Japaridze, Franco Montagna, Vladimir Shavrukov, Rineke Verbrugge, Albert Visser および Domenico Zambellaらである。